# 1944 Günter
1944 Günter este un asteroid din centura principală, descoperit pe 14 septembrie 1925, de Karl Reinmuth.